# Wichmar
Wichmar település Németországban, azon belül Türingiában. Lakosainak száma 221 fő (2023. december 31.).

## Népesség
A település népességének változása:
| Lakosok száma | 201  | 206  | 204  | 220  | 221  |
|               | 2017 | 2019 | 2021 | 2022 | 2023 |